# Joseph Karl Stieler

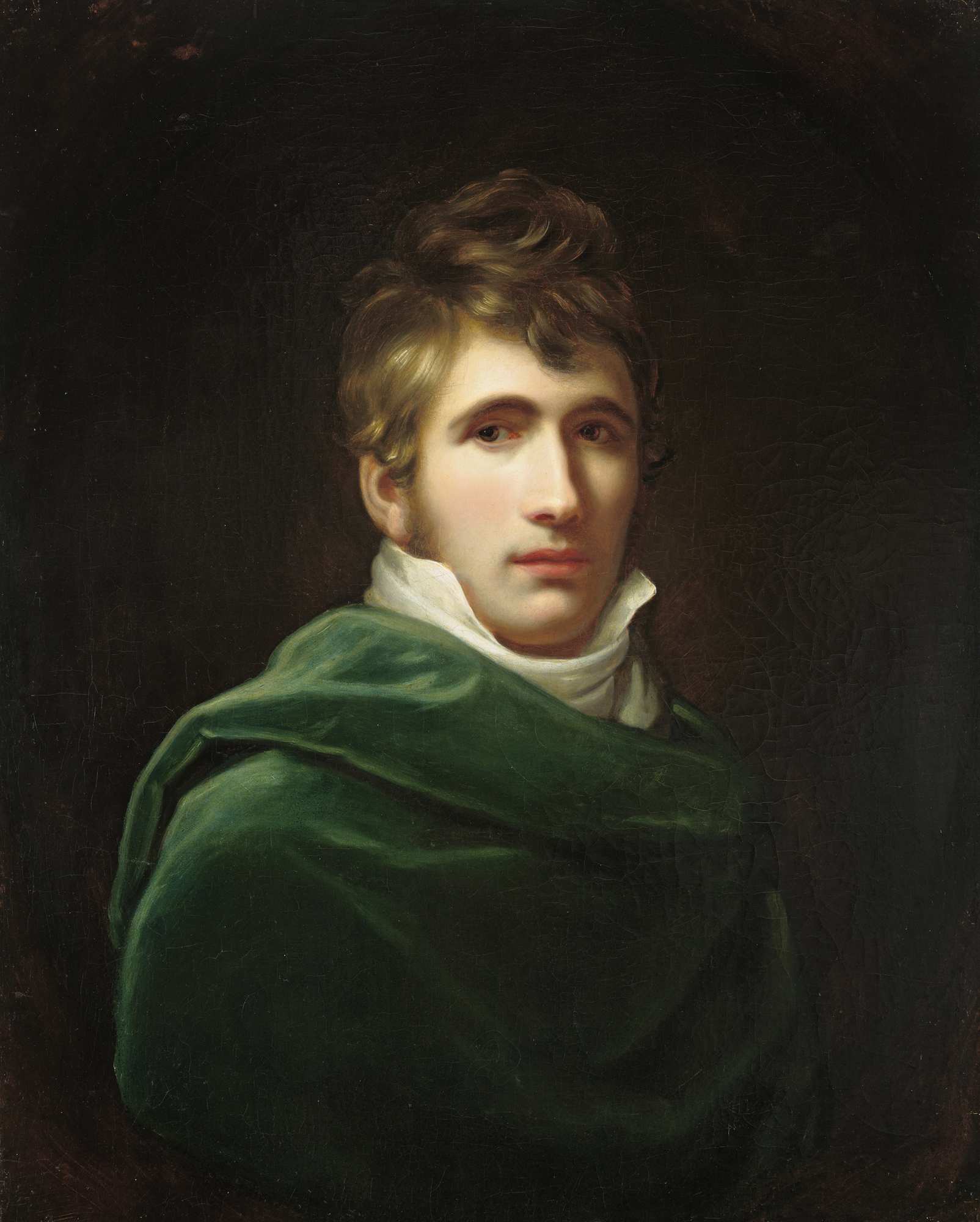
Autorretrato, 1806

Joseph Karl Stieler (Maguncia, 1 de noviembre de 1781-Múnich, 9 de abril de 1858) fue un pintor alemán.
Nacido en una familia de grabadores, recibió de su padre, August Friedrich Stieler, una formación artística. Comenzó su carrera como pintor de miniaturas.
Su estilo en el retrato se ve influido principalmente por su formación en el taller de François Gérard, alumno de Jacques Louis David.[cita requerida]
En 1808, se estableció como retratista en Fráncfort del Meno. Viajó a Italia en 1810. En 1816 fue a Viena para pintar un retrato al emperador Francisco I. De febrero a abril de 1820 trabajó en el retrato de Beethoven, que hoy en día es uno de los retratos más conocidos del compositor. Pintor de cámara del rey de Baviera, fue retratista de Lola Montez.

## Galería

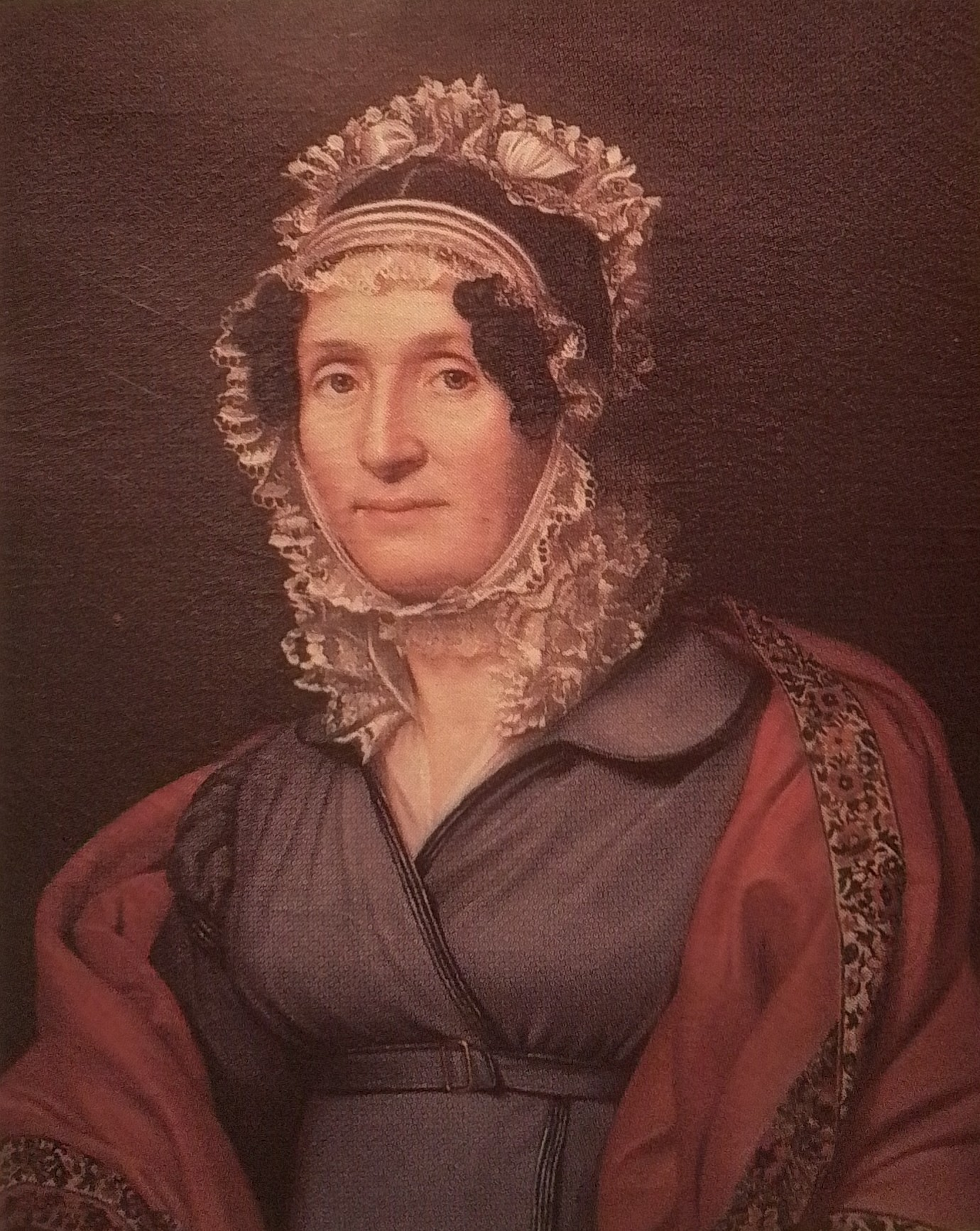
Retrato de Maria Leticia Ramolino, 1811
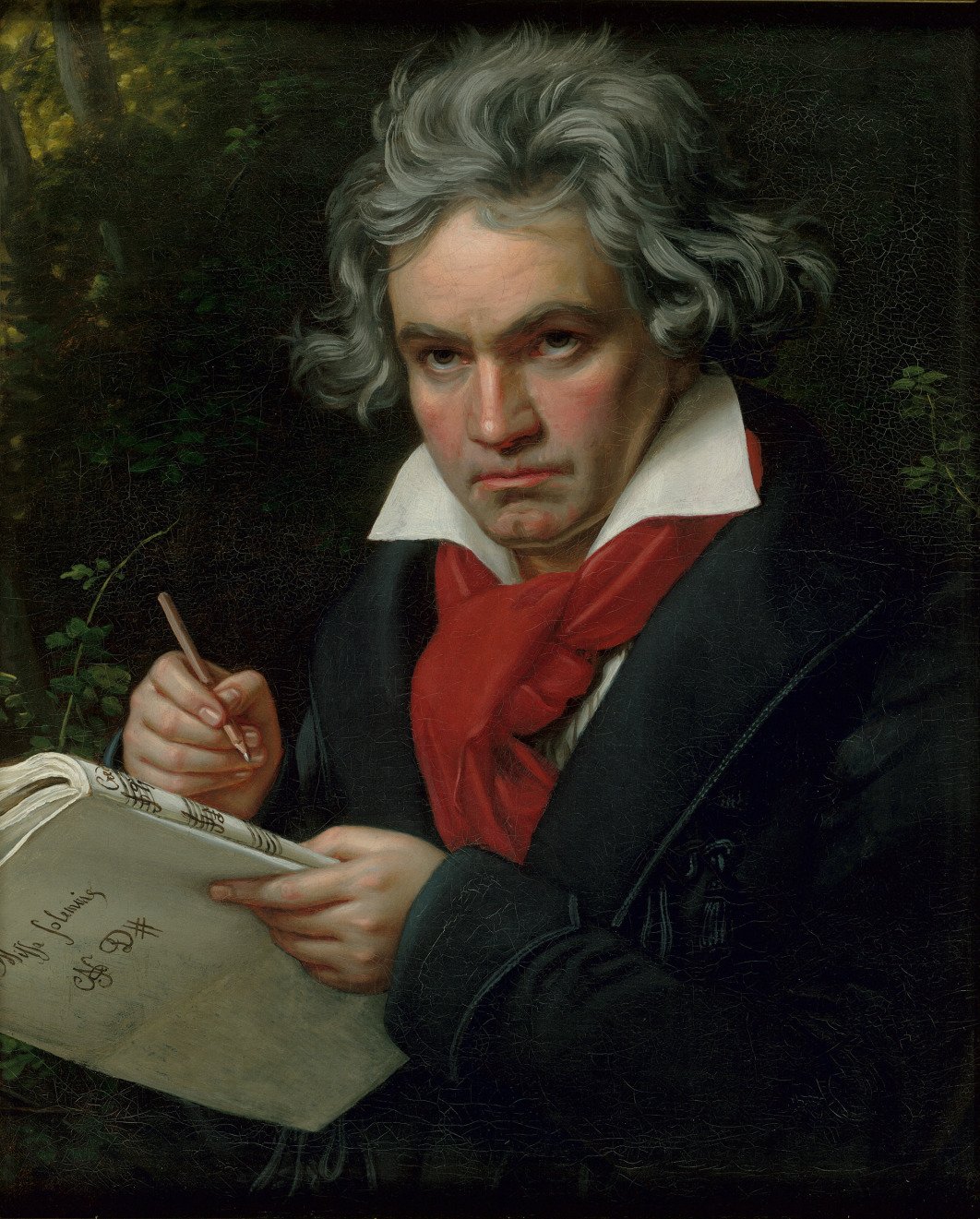
Retrato de Beethoven, 1820
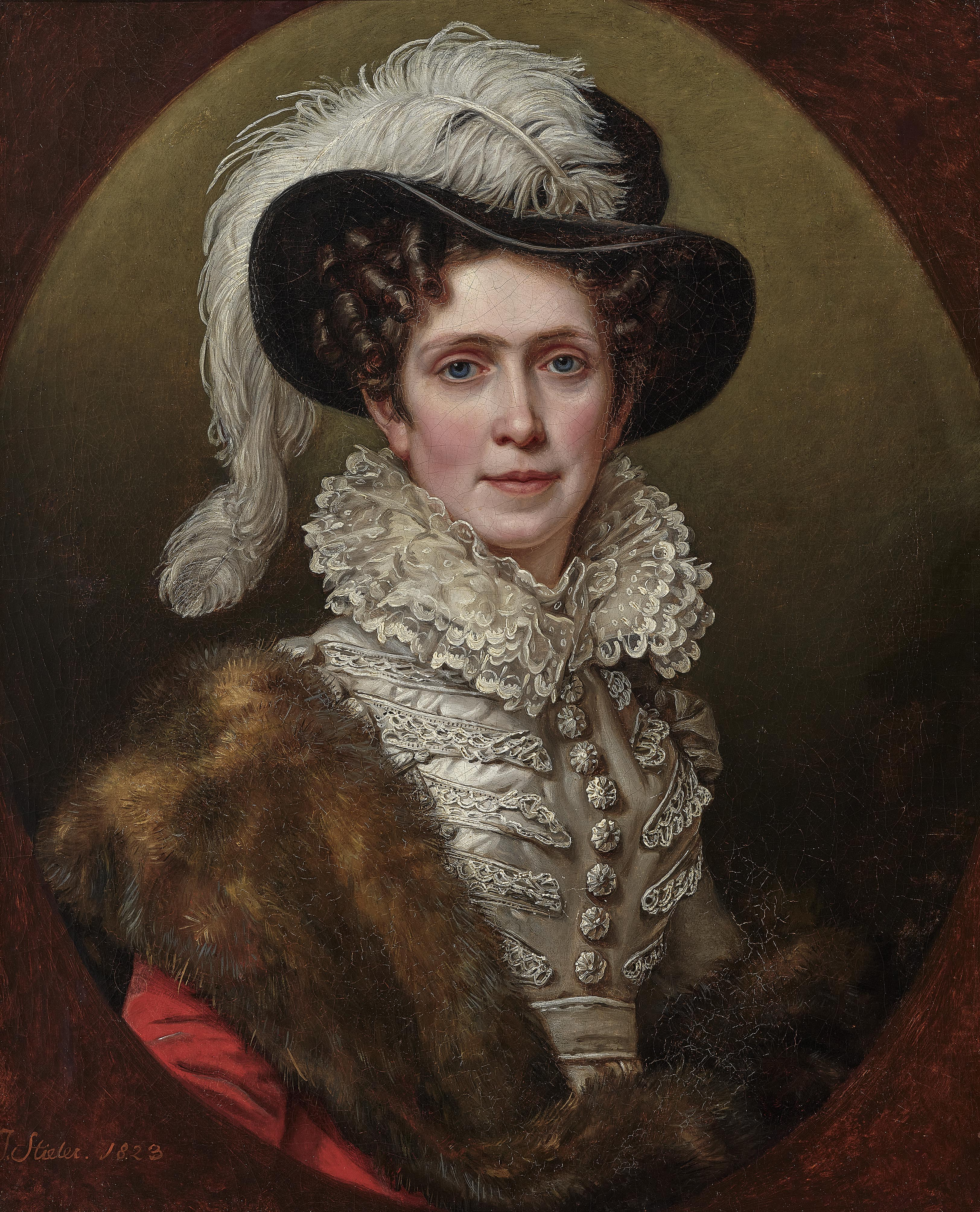
Retrato de Carolina de Baden, 1823
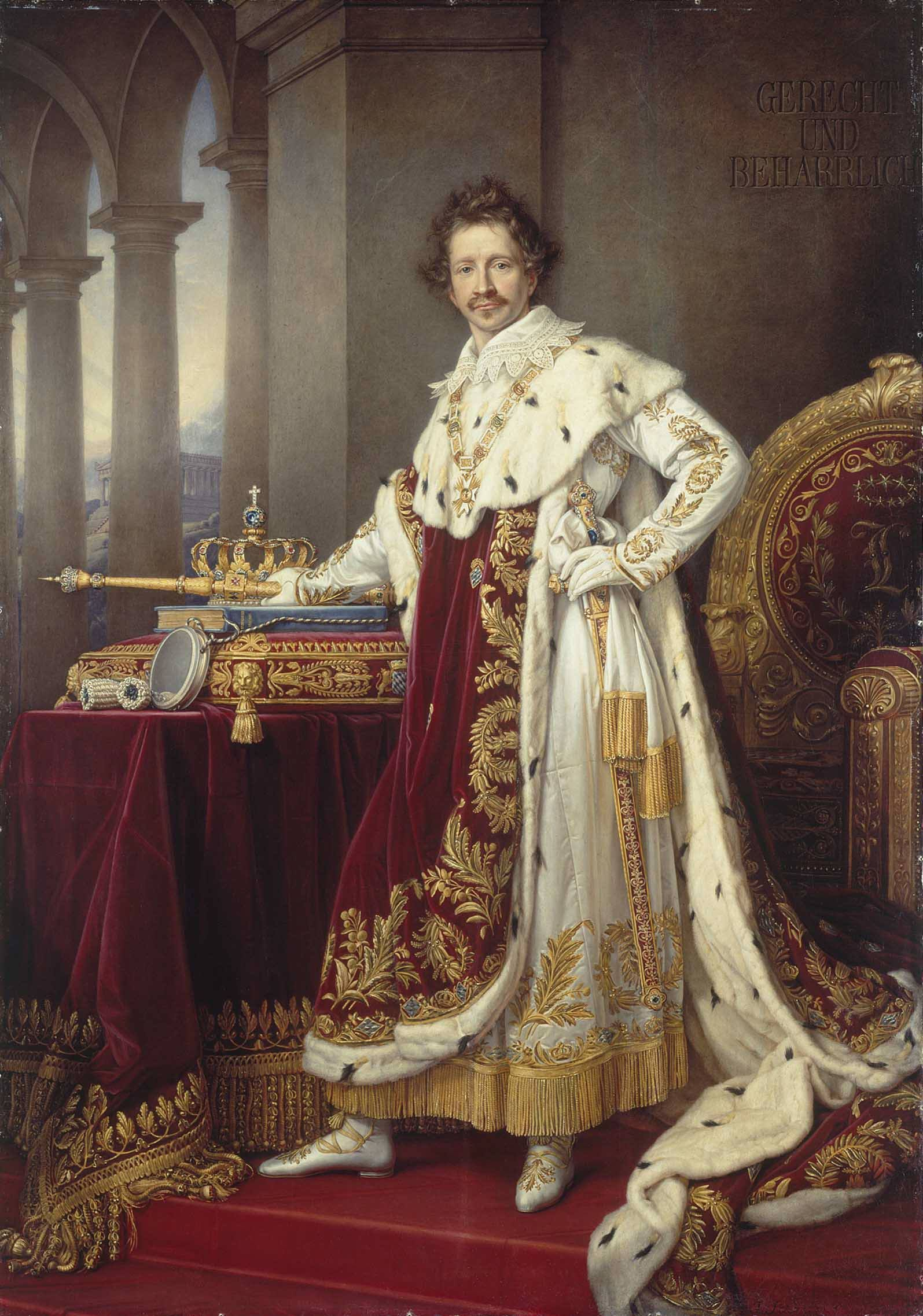
Retrato de Luis I de Baviera, 1826
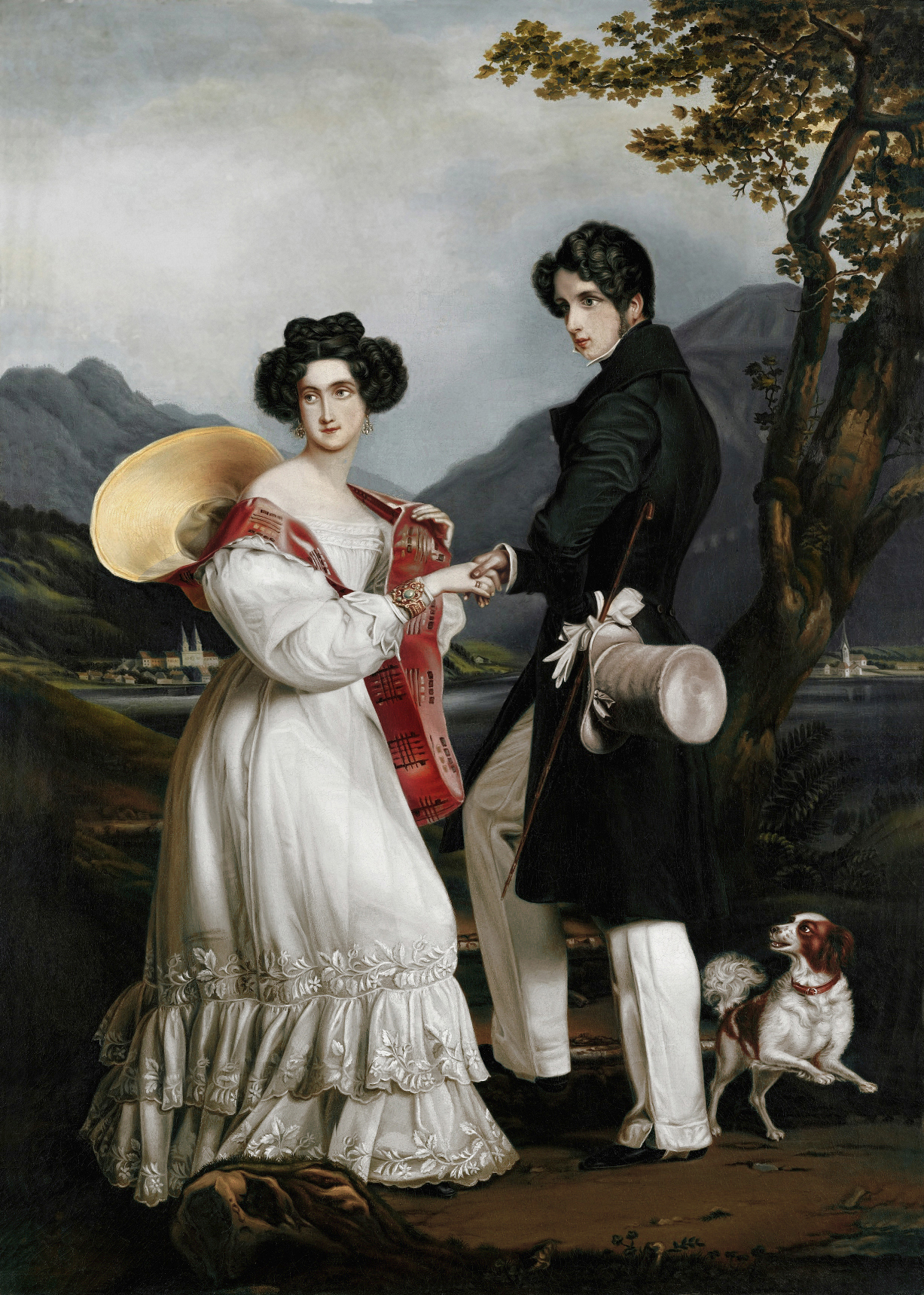
Retrato de los duques Maximiliano José y Ludovica en Baviera, 1828
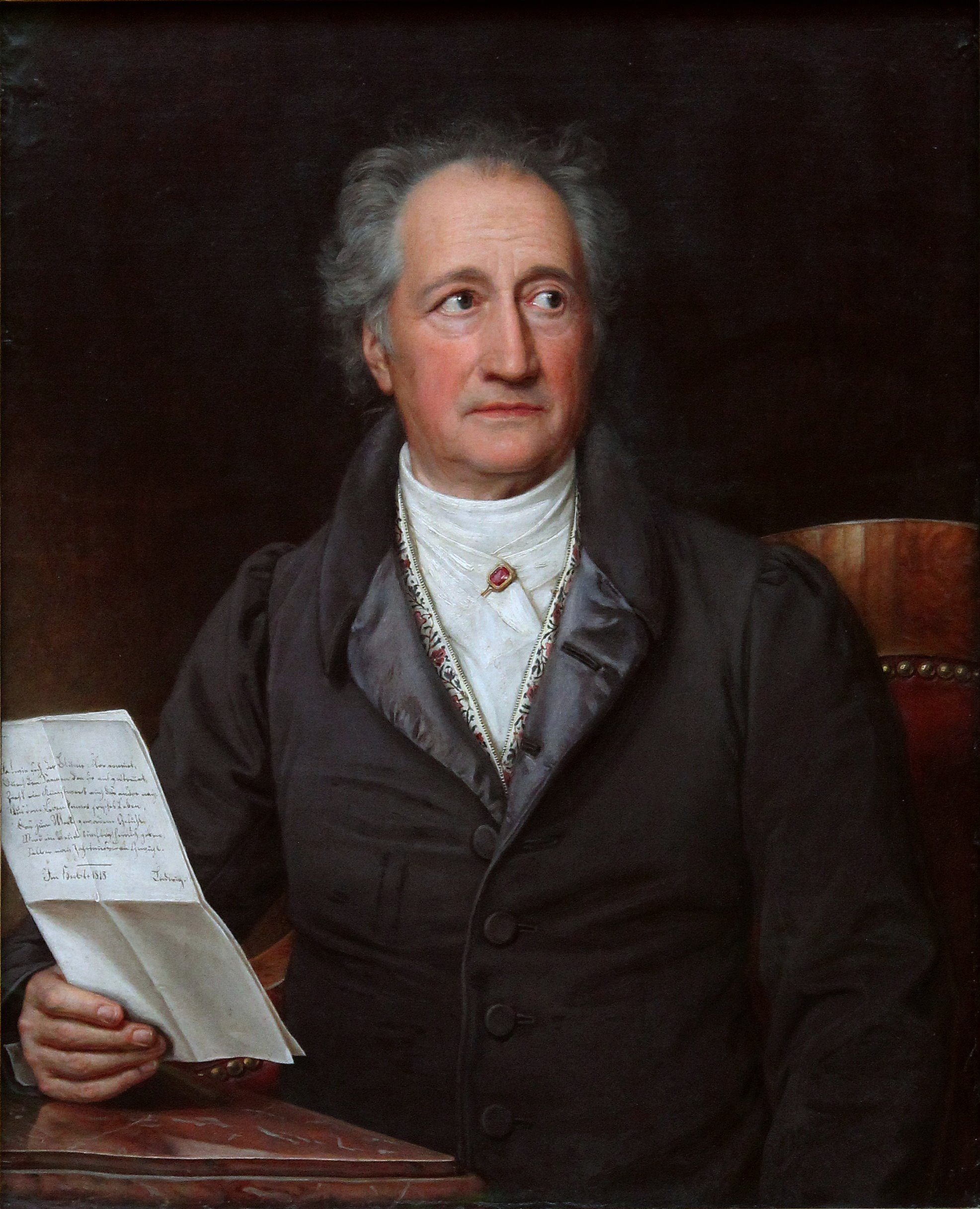
Retrato de Goethe, 1828
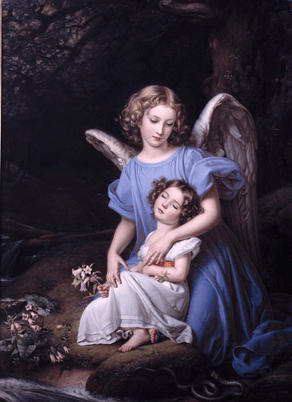
Ángel de la guarda en el arroyo, 1831
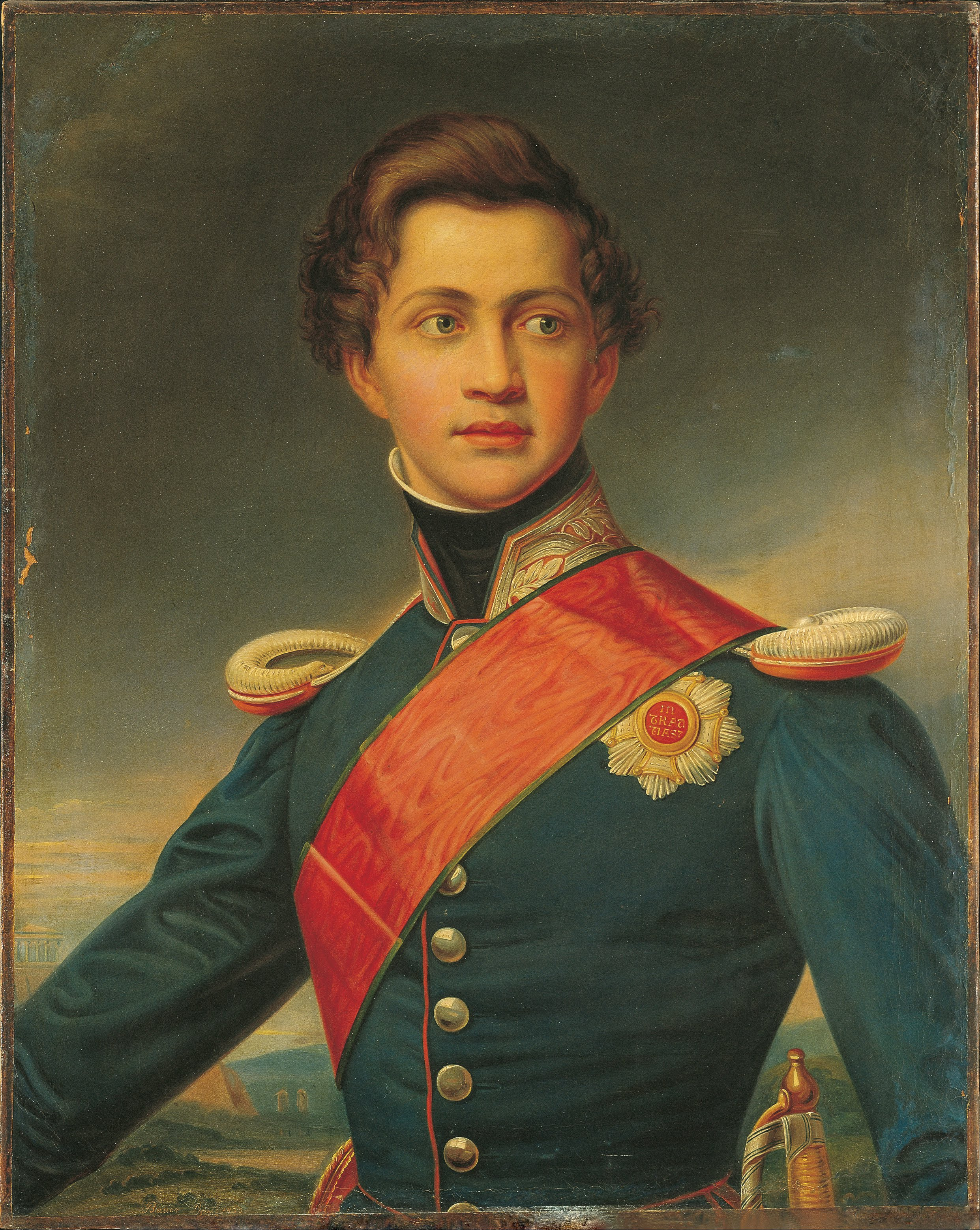
Retrato del joven Otón de Wittelsbach, 1832
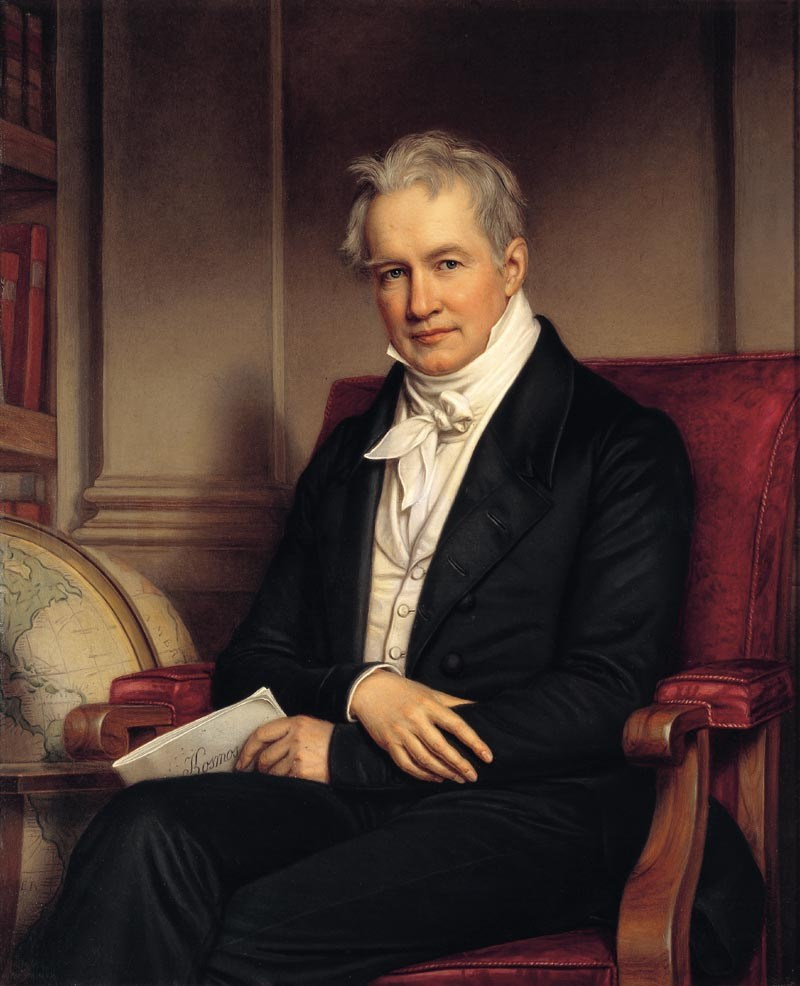
Retrato de Alexander von Humboldt, 1843
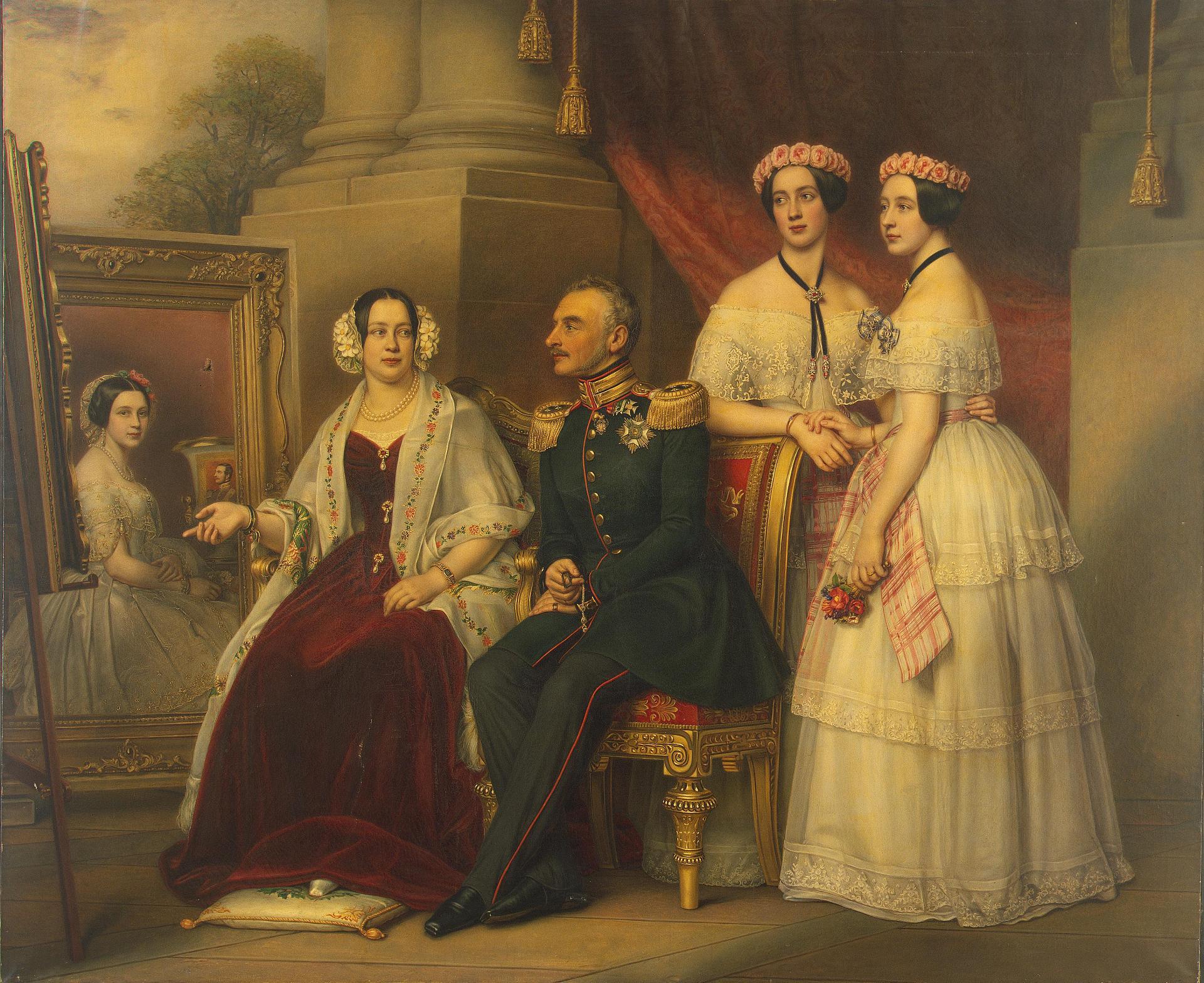
La familia de José de Sajonia-Altenburgo, 1848
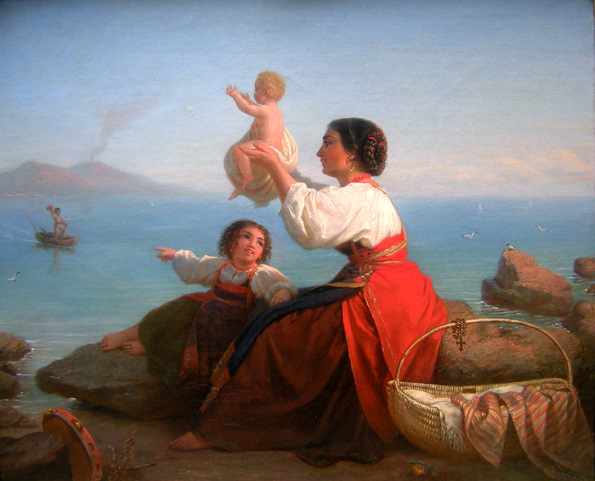
Regreso a casa de un pescador napolitano (o Madre con sus hijos), c. 1858